# Ichneumon nigroantennator
Ichneumon nigroantennator (лат.) — вид наездников-ихневмонид рода Ichneumon из подсемейства Ichneumoninae (Ichneumonidae).

## Распространение
Казахстан. Alma-Arasan, 43,2N 76,8E, 15 км южнее Almaty.

## Описание
Наездники среднего размера чёрного цвета, длина 10,3 мм. Жгутик усика почти нитевидный, с 36 члениками; 1-й флагелломер в 2,2 раза длиннее своей ширины, самые широкие членики в 1,2 раза шире длины. Щупики буроватые, мандибулы посередине красноватые. Жгутик, голова и мезосома в остальном полностью чёрные. 2-й и 3-й тергиты красные, вершинные тергиты без пятен цвета слоновой кости. Тазики и вертлуги чёрные; передние и средние ноги красные, передние бёдра в основании и средние бёдра в основном черноватые; задние бедра чёрные; задние голени красные, в вершинных 0,24 чёрные; задние лапки красные и чёрные. Крылья с отчетливым коричневатым налетом; птеростигма черная. Предположительно, как и близкие виды паразитоиды, которые развиваются в гусеницах бабочек. От Ichneumon kazdikistanus отличается широкими и поперечными тиридиями и полностью чёрными апикальными тергитами.
Вид был впервые описан в 2021 году немецким энтомологом Маттиасом Риделем (Германия) по материалам из Казахстана, собранным в 1994 году.